# Michiel Versteeg
Michiel Versteeg, ou Versteegh, né le 30 août 1756 à Dordrecht et mort le 8 novembre 1843 dans la même ville, est un peintre néerlandais.

## Biographie
Fils du peintre Jan Versteeg, Michiel Versteeg a aussi été formé par Joannes van Leen, Joris Ponse et Ary van Wanum. Il a eu de nombreux élèves dont Jan Kelderman, Leendert de Koningh, Adriaan Meulemans, Johannes Rosierse, Johannes Schoenmakers, Martinus Schouman, 
Gillis Smak Gregoor et Abraham Teerlink. C'était aussi un collectionneur de peintures et d'objets d'art.

## Œuvres
S'il a peint des paysages, des scènes de genre et des natures mortes, Michiel Versteeg est surtout connu pour ses scènes en clair obscur éclairées à la chandelle.